# Korpus Artylerii Litewskiej

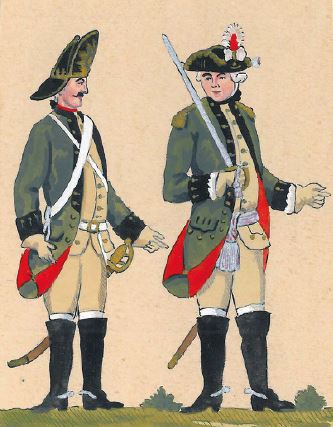
Oficer i szeregowy frejkompanii konnej korpusu artylerii litewskiej w 1775

Korpus Artylerii Litewskiej – ogół formacji artyleryjskich wojska Wielkiego Księstwa Litewskiego.
Na czele korpusu stał generał artylerii. Jego sztab w drugiej połowie XVII w. był niewielki. Składał się z: zastępcy dowódcy, cejgmistrza (starszego nad arsenałem), kapitana i inżyniera artylerii. 
W 1764 korpus liczył 56 artylerzystów. We freikompanii było 70 żołnierzy. W cykhauzie wileńskim znajdowało się 14 starych, nadających się jedynie do przelania, dział.
W okresie rządów Rady Nieustającej składał się z kompanii kanonierskiej i osłonowej (freikompanii). Zgodnie z etatem liczył 125 ludzi w tym 30 kanonierów.
W okresie trwania sejmu czteroletniego liczył on  w sztabie i w 7 kompaniach 1048 ludzi. Brak funduszów uniemożliwił budowę przewidzianej etatem ludwisarni wileńskiej.

## Generałowie artylerii
- Mikołaj Abrahamowicz (-1651)
- Wincenty Aleksander Gosiewski (1651–1652)
- Zygmunt Wahl (1652–1654)
- Maciej Władysław Judycki (1654–1668)
- Maciej Korwin Gosiewski (1673–1683)
- Leon Bazyli Sapieha (1684–1686)
- Michał Franciszek Sapieha (1698)
- Bogusław Ernest Denhoff (1710–1725)
- Kazimierz Leon Sapieha (1725–1738)
- Jan Jerzy Flemming (1738–1746)
- Antoni Sołłohub (1746–1759)
- Eustachy Potocki (1759–1768)
- Franciszek Ksawery Branicki (1768–1773)
- Kazimierz Nestor Sapieha (1773–1793)

- gen. Franciszek Sapieha
- p.o. płk. Wilhelm Cronemman (nominalny szef – gen. Sapiecha poświęcił się działalności politycznej)